# Raión
Un raión o rayón (en ruso y ucraniano: район; en bielorruso: раён; en azerí: rayon) es uno de dos tipos de subdivisiones administrativas en el idioma de algunos de los estados postsoviéticos: una entidad subnacional y una subdivisión de una ciudad. En estos sentidos, el término casi siempre es traducido como "distrito", pero en esencia corresponde a una comarca. La unidad administrativa menor que un raión es un "selsoviet" en las zonas rurales y un "microrraión" en las áreas urbanas. Ambos términos corresponden a un municipio.
Es una entidad subnacional para Azerbaiyán, Bielorrusia, Georgia, Letonia, Moldavia, la Federación Rusa, Ucrania y la antigua Unión Soviética. Como una subdivisión administrativa, el término fue introducido mediante la reforma administrativa soviética de 1923-1929, que transformó muchos antiguos vólosts y uyezds del Imperio ruso en rayones.
Un rayón es usualmente una entidad dos escalones por debajo del nivel de nación. Puede ser una parte subordinada de:
- Una vobłaść (en Bielorrusia).
- Una óblast, un krai, una república autónoma, un distrito autónomo o una gran ciudad (en Rusia).
- Una república (RSS) pequeña, un óblast, un krai, una república o una gran ciudad de una RSS grande (en la hoy extinta Unión Soviética).
- Una óblast, una gran ciudad o la República Autónoma de Crimea (en Ucrania).

Generalmente tienen algún grado de autogobierno en la forma de un consejo de distrito (Raysovet) popularmente elegido y un gobernante de la administración local, a veces elegido y a veces designado.

## Raiones en la Federación Rusa
La subdivisión en raiones se ha mantenido en gran parte después del colapso de la Unión Soviética. Sin embargo, en muchos lugares la terminología ha cambiado para reflejar las diferencias nacionales (la lista puede estar incompleta):
- República de Karelia: los rayones coexisten con los vólosts (волости). Se considera que ambos tipos pertenecen a un mismo nivel administrativo.
- República de Sajá (Yakutia): ulús (улус).
- República de Tuvá: kozhuún (кожуун).

## Ucrania
En Ucrania, hay un total de 136 raiones que son las divisiones administrativas de los óblasts (provincias) y la República Autónoma de Crimea. Las principales ciudades de importancia regional, así como las dos ciudades nacionales con estatus especial (Kiev y Sebastopol), también se subdividen en raiones (que constituyen un total de 118 en todo el país).

## Uso del término en castellano
La Fundación del Español Urgente emitió en 2023, en el contexto del uso frecuente de términos geográficos de origen eslavo por la invasión rusa de Ucrania, una serie de recomendaciones sobre el uso del término "óblast" en español, señalando en el último párrafo que se podía extender al término "raión" o "rayón":
- Se trata de una palabra asentada en castellano, por lo que no requiere comillas ni cursiva en la escritura. No obstante, está asentada como tecnicismo, pues no aparece en el diccionario de la Real Academia Española.
- Su traducción al lenguaje no técnico es "distrito". Aunque la Fundación del Español Urgente considera correcta la palabra "raión" o "rayón", en escritos no técnicos es preferible sustituirla por "distrito". No obstante, debido a la complejidad de la organización territorial de Rusia, donde el "raión" coexiste en los sujetos federales con otras áreas de tipo distrital como "vólost" u "ókrug", ambos de difícil traducción, no es recomendable traducir la palabra "raión" en contextos técnicos.
- En cuanto a la ortografía, debe llevar tilde por ser una palabra aguda terminada en "n", y escribirse en minúscula por ser un sustantivo común. Se utiliza igual que la expresión "distrito", por lo que la secuencia correcta es "raión de" seguido del topónimo en su forma sustantivada.

### Términos eslavos para divisiones territoriales
- Gmina
- Krai
- Kraj
- Krajina
- Pokrajina
- Obschina, opština, općina
- Obec
- Óblast, oblast', óblasti, oblys
- Okręg
- Okres
- Ókrug
- Powiat
- Raión
- Voivodato, vojvodina
- Župa
- Županija